# Geske
Geske, Horgeske eller hore-geske, levnadsår okända, var centralfigur i en större häxprocess i Stockholm år 1597. Vittnesmålen under processen mot henne är ett tidigt exempel på de senare typiska myterna kring häxor i Sverige.  
Geske uppgavs vara av danskt ursprung. Hennes öknamn, "hore-geske", antydde att hon försörjde sig som prostituerad. I september 1597 åtalades hon för häxeri tillsammans med en annan kvinna vid namn Brita Åkesdotter, som uppgavs vara "änka efter Hans profoss". 
Geske anklagades för att ha berövat ett antal personer "makt och mod" genom trolldom. En änka och hennes son anklagade henne för att ha utsatt dem för ett antal trakasserier samt för utpressning: de ska bland annat ha tvingats ge henne "en guldring, pengar och ett stycke guld". Hennes medbrottsling Brita anklagades för att ha orsakat sjukdomsutbrott hos medlemmarna i ett hushåll genom att ha placerat trollsmör och en tuppfot i huset. 
De nekade båda till anklagelserna. 
Under rättegången vittnade en kvinna vid namn Karin. Karin förklarade att hon själv nyligen hade haft samlag med Satan, liksom många andra kvinnor i Stockholm. Hon uppgav att både Geske och Brita tillhörde "släktet som ridandes äro", att hon hade sett Geske och Brita delta i Satans sabbat på Blåkulla, och att Brita nyligen hade haft samlag med Satan. Karin förklarade att de båda hade häxmärken: Geske hade sitt i näsan, och hon uppmanade rätten att låta klä av och kroppsundersöka Brita för att se efter var hennes märke fanns. 
Processen mot Brita och Geske växte tills den innefattade ett halvt dussin misstänkta. De skulle ha gömt små benbitar och andra föremål från djur och människor för att skada sina grannar, "och mycket annat sådant ont, som var upptaget under hennes stugugolv".  
I Stockholms stads tänkebok noterades: 
"hon är icke av det bästa släktet; hon var också av det slaget som plägar rida till Blåkulla och det är inte länge sedan hon bolat med Djävulen. Men hon vart förmanad att hon skulle bekänna sanningen och icke fara med lögn och bedrägeri."
Målet tycks trots vittnesmålen inte ha utvecklats till någon massprocess. Geske omnämns sista gången som sittande i fängsligt förvar, och om hon fick någon dom eller blev avrättad är okänt. Även Britas vidare öde är okänt. Häxprocesserna före Det stora oväsendet är generellt dåligt dokumenterade. De var vid denna tid fortfarande sällsynta, och praxis var ännu oklar. Rättens ledamöter tycks ha förhållit sig skeptiska till en häxprocess med sataniska inslag, som då ännu inte var norm i svenska trolldomsmål, som fram till 1590-talet i regel hade följt den äldre, milda synen på trolldom som straffbart endast om fysisk skada hade åstadkommits med hjälp av magi, och annars endast såg trolldom som harmlös vidskepelse. 
Rättegången mot Geske uppges vara den kanske första gången som de senare så typiska kännetecknen för en häxprocess, så som häxsabbat vid Blåkulla och häxmärken, nämns vid en svensk häxprocess.  